# Ricard II d'Anglaterra
Ricard II d'Anglaterra (6 de gener de 1367-14 de febrer de 1400) va ser el darrer rei d'Anglaterra de la branca principal de la Casa de Plantagenet. Va regnar des de la mort del seu avi Eduard III el 1377 fins que va ser deposat pel seu cosí Enric Bolingbroke l'any 1399. Ricard va ser empresonat i morí l'any següent, probablement assassinat.

## Biografia

### Joventut
Ricard va néixer a Bordeus (part del principat anglès d'Aquitània) el 6 de gener de 1367. Era fill de l'hereu del tron d'Anglaterra, el príncep Eduard de Woodstock (conegut com el Príncep Negre) i la seva esposa Joana de Kent. Eduard havia destacat com un comandant valuós dels exèrcits anglesos durant la Guerra dels Cent Anys, com per exemple a la batalla de Poitiers l'any 1356. Però Eduard va emmalaltir i morí l'any 1370 abans de poder heretar el tron.
Quan el seu avi Eduard III va morir, Ricard va heretar el tron amb tan sols 10 anys. El parlament temé que l'oncle de Ricard, el poderós Joan de Gant, li usurpés el tron. Per això no es va voler instaurar una regència i Ricard va regnar de forma nominal.

### Regnat
El juliol de 1385 va dirigir un exèrcit anglès a Escòcia com a represàlia per les incursions escoceses i l'arribada d'un exèrcit francès a Escòcia l'estiu anterior. Anglaterra i França estaven involucrades en la Guerra dels Cent Anys, i França i Escòcia tenien un tractat per recolzar-se mútuament. El rei anglès feia poc que havia arribat a la majoria d'edat, i s'esperava que combatés com ho havien fet el seu pare Eduard de Woodstock, i el seu avi Eduard III. Hi va haver cert desacord entre la direcció anglesa sobre si envair França o Escòcia; l'oncle del rei, Joan de Gant, va afavorir la invasió de França, per obtenir-li un avantatge tàctic a Castella, el tron del qual va reclamar a través de la seva dona, Constança de Castella, amb poc èxit. El nobles, enemics de Gant preferien una invasió d'Escòcia. El parlament havia concedit fons per a una campanya al continent l'any anterior i era imprudent burlar la Cambra dels Comuns. La Corona amb prou feines es podia permetre una gran campanya. Ricard va convocar la l.eva feudal, que feia molts anys que no es convocava; aquesta va ser l'última ocasió en què s'havia de convocar. Ricard va promulgar ordenances per mantenir la disciplina a la seva força d'invasió, però la campanya va tenir problemes des del principi. A Newcastle la direcció es va dividir i lliurar més a lluites intestines que a lluitar contra els escocesos, que, amb els seus aliats francesos, s'havien retirat negant la batalla. Els escocesos van cremar la terra quan es van retirar i els invasors van esgotar ràpidament els seus aliments i altres subministraments; quan els anglesos van arribar a Edimburg, havien aconseguit poc de valor militar, sobretot la crema d'esglésies. Gant podria haver proposat perseguir els escocesos a les muntanyes per forçar-los a la batalla, però el rei es va negar a acceptar aquesta tàctica i l'exèrcit aviat es va retirar a Anglaterra. Quan la força de Ricard va abandonar Escòcia, l'exèrcit franco-escocès va contra-envair Anglaterra des de l'Oest de les Scottish Marches arribant a Carlisle i devastant Cumbria i Durham al seu retorn.
L'actitud autoritària de Ricard II va enemistar-lo amb molts nobles; llavors, el 1399, aprofitant que el rei estava dirigint una campanya contra Irlanda, Enric de Lancaster, fill de Joan de Gant i cosí de Ricard II, inicià una revolta i s'apoderà de gran part de les regions meridionals i orientals d'Anglaterra. Ricard II aconseguí desembarcar a Gal·les però fou capturat al castell de Flint i conduït a Londres on se'l confinà a la Torre. Ricard II va ser autoritzat a comparèixer davant del Parlament on, després de sentir els càrrecs presentats contra seu, va abdicar; aleshores, el Parlament entronitzà Enric de Lancaster com a Enric IV (1399-1413).
L'ex-rei Ricard va ser reclòs al castell de Pontefract on va morir, segurament assassinat, el 14 de febrer de 1400.

## Família

### Avantpassats

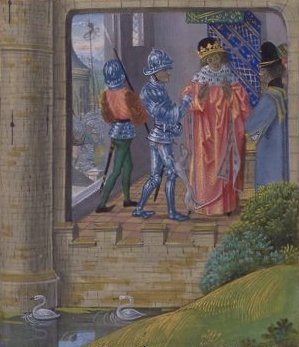
L'arrest de Ricard II

|  |                                  |  |  |  |  |  |  |  |  |  |  |  |  |  |  |  |
|  | 16. Eduard I d'Anglaterra (= 12) |  |  |  |  |  |  |  |  |  |  |  |  |  |  |  |
|  |                                  |  |  |  |  |  |  |  |  |  |  |  |  |  |  |  |
|  |                                  |  |  |  |  |  |  |  |  |  |  |  |  |  |  |  |
|  | 8. Eduard II d'Anglaterra        |  |  |  |  |  |  |  |  |  |  |  |  |  |  |  |
|  |                                  |  |  |  |  |  |  |  |  |  |  |  |  |  |  |  |
|  |                                  |  |  |  |  |  |  |  |  |  |  |  |  |  |  |  |
|  | 17. Elionor de Castella          |  |  |  |  |  |  |  |  |  |  |  |  |  |  |  |
|  |                                  |  |  |  |  |  |  |  |  |  |  |  |  |  |  |  |
|  |                                  |  |  |  |  |  |  |  |  |  |  |  |  |  |  |  |
|  | 4. Eduard III d'Anglaterra       |  |  |  |  |  |  |  |  |  |  |  |  |  |  |  |
|  |                                  |  |  |  |  |  |  |  |  |  |  |  |  |  |  |  |
|  |                                  |  |  |  |  |  |  |  |  |  |  |  |  |  |  |  |
|  | 18. Felip IV de França           |  |  |  |  |  |  |  |  |  |  |  |  |  |  |  |
|  |                                  |  |  |  |  |  |  |  |  |  |  |  |  |  |  |  |
|  |                                  |  |  |  |  |  |  |  |  |  |  |  |  |  |  |  |
|  | 9. Elisabet de França            |  |  |  |  |  |  |  |  |  |  |  |  |  |  |  |
|  |                                  |  |  |  |  |  |  |  |  |  |  |  |  |  |  |  |
|  |                                  |  |  |  |  |  |  |  |  |  |  |  |  |  |  |  |
|  | 19. Joana I de Navarra           |  |  |  |  |  |  |  |  |  |  |  |  |  |  |  |
|  |                                  |  |  |  |  |  |  |  |  |  |  |  |  |  |  |  |
|  |                                  |  |  |  |  |  |  |  |  |  |  |  |  |  |  |  |
|  | 2. Eduard de Woodstock           |  |  |  |  |  |  |  |  |  |  |  |  |  |  |  |
|  |                                  |  |  |  |  |  |  |  |  |  |  |  |  |  |  |  |
|  |                                  |  |  |  |  |  |  |  |  |  |  |  |  |  |  |  |
|  | 10. Guillem I d'Hainaut          |  |  |  |  |  |  |  |  |  |  |  |  |  |  |  |
|  |                                  |  |  |  |  |  |  |  |  |  |  |  |  |  |  |  |
|  |                                  |  |  |  |  |  |  |  |  |  |  |  |  |  |  |  |
|  | 5. Felipa d'Hainaut              |  |  |  |  |  |  |  |  |  |  |  |  |  |  |  |
|  |                                  |  |  |  |  |  |  |  |  |  |  |  |  |  |  |  |
|  |                                  |  |  |  |  |  |  |  |  |  |  |  |  |  |  |  |
|  | 22. Carles I de Valois           |  |  |  |  |  |  |  |  |  |  |  |  |  |  |  |
|  |                                  |  |  |  |  |  |  |  |  |  |  |  |  |  |  |  |
|  |                                  |  |  |  |  |  |  |  |  |  |  |  |  |  |  |  |
|  | 11. Joana de Valois              |  |  |  |  |  |  |  |  |  |  |  |  |  |  |  |
|  |                                  |  |  |  |  |  |  |  |  |  |  |  |  |  |  |  |
|  |                                  |  |  |  |  |  |  |  |  |  |  |  |  |  |  |  |
|  | 23. Margarida d'Anjou            |  |  |  |  |  |  |  |  |  |  |  |  |  |  |  |
|  |                                  |  |  |  |  |  |  |  |  |  |  |  |  |  |  |  |
|  |                                  |  |  |  |  |  |  |  |  |  |  |  |  |  |  |  |
|  | 1. Ricard II d'Anglaterra        |  |  |  |  |  |  |  |  |  |  |  |  |  |  |  |
|  |                                  |  |  |  |  |  |  |  |  |  |  |  |  |  |  |  |
|  |                                  |  |  |  |  |  |  |  |  |  |  |  |  |  |  |  |
|  | 24. Enric III d'Anglaterra       |  |  |  |  |  |  |  |  |  |  |  |  |  |  |  |
|  |                                  |  |  |  |  |  |  |  |  |  |  |  |  |  |  |  |
|  |                                  |  |  |  |  |  |  |  |  |  |  |  |  |  |  |  |
|  | 12. Eduard I d'Anglaterra        |  |  |  |  |  |  |  |  |  |  |  |  |  |  |  |
|  |                                  |  |  |  |  |  |  |  |  |  |  |  |  |  |  |  |
|  |                                  |  |  |  |  |  |  |  |  |  |  |  |  |  |  |  |
|  | 25. Elionor de Provença          |  |  |  |  |  |  |  |  |  |  |  |  |  |  |  |
|  |                                  |  |  |  |  |  |  |  |  |  |  |  |  |  |  |  |
|  |                                  |  |  |  |  |  |  |  |  |  |  |  |  |  |  |  |
|  | 6. Edmund de Woodstock           |  |  |  |  |  |  |  |  |  |  |  |  |  |  |  |
|  |                                  |  |  |  |  |  |  |  |  |  |  |  |  |  |  |  |
|  |                                  |  |  |  |  |  |  |  |  |  |  |  |  |  |  |  |
|  | 26. Felip III de França          |  |  |  |  |  |  |  |  |  |  |  |  |  |  |  |
|  |                                  |  |  |  |  |  |  |  |  |  |  |  |  |  |  |  |
|  |                                  |  |  |  |  |  |  |  |  |  |  |  |  |  |  |  |
|  | 13. Margarida de França          |  |  |  |  |  |  |  |  |  |  |  |  |  |  |  |
|  |                                  |  |  |  |  |  |  |  |  |  |  |  |  |  |  |  |
|  |                                  |  |  |  |  |  |  |  |  |  |  |  |  |  |  |  |
|  | 27. Maria de Brabant             |  |  |  |  |  |  |  |  |  |  |  |  |  |  |  |
|  |                                  |  |  |  |  |  |  |  |  |  |  |  |  |  |  |  |
|  |                                  |  |  |  |  |  |  |  |  |  |  |  |  |  |  |  |
|  | 3. Joana de Kent                 |  |  |  |  |  |  |  |  |  |  |  |  |  |  |  |
|  |                                  |  |  |  |  |  |  |  |  |  |  |  |  |  |  |  |
|  |                                  |  |  |  |  |  |  |  |  |  |  |  |  |  |  |  |
|  | 7. Margarida Wake                |  |  |  |  |  |  |  |  |  |  |  |  |  |  |  |
|  |                                  |  |  |  |  |  |  |  |  |  |  |  |  |  |  |  |
|  |                                  |  |  |  |  |  |  |  |  |  |  |  |  |  |  |  |

### Núpcies
Ricard es va casar amb Anna de Bohèmia a l'Abadia de Westminster el 22 de gener de 1382. Tots dos tenien 15 anys. Anna era filla de l'emperador Carles IV del Sacre Imperi Romanogermànic. Van estar dotze anys casats, sense tenir descendència, fins que Anna va morir el 1394 fruit de la pesta.
En segones núpcies, Ricard es va casar el 31 d'octubre de 1396 amb Isabel de Valois. Era filla del rei Carles VI de França, i el matrimoni formava part del tractat de pau amb els francesos per acabar amb la Guerra dels Cent Anys. Isabel tenia 7 anys i Ricard 29, i Ricard seria deposat l'any següent.

## Representacions de Ricard II
- Ricard II és el personatge principal de Ricard II, drama històric de William Shakespeare datat prop del 1595.
- També és un dels protagonistes del drama anònim Thomas of Woodstock o Richard II, Part 1, datat entre 1591 i 1595 i que va servir, sembla, com a base per a l'obra de Shakesperare.